# Johannes Scharrer

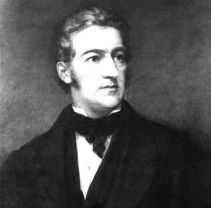
Johannes Scharrer

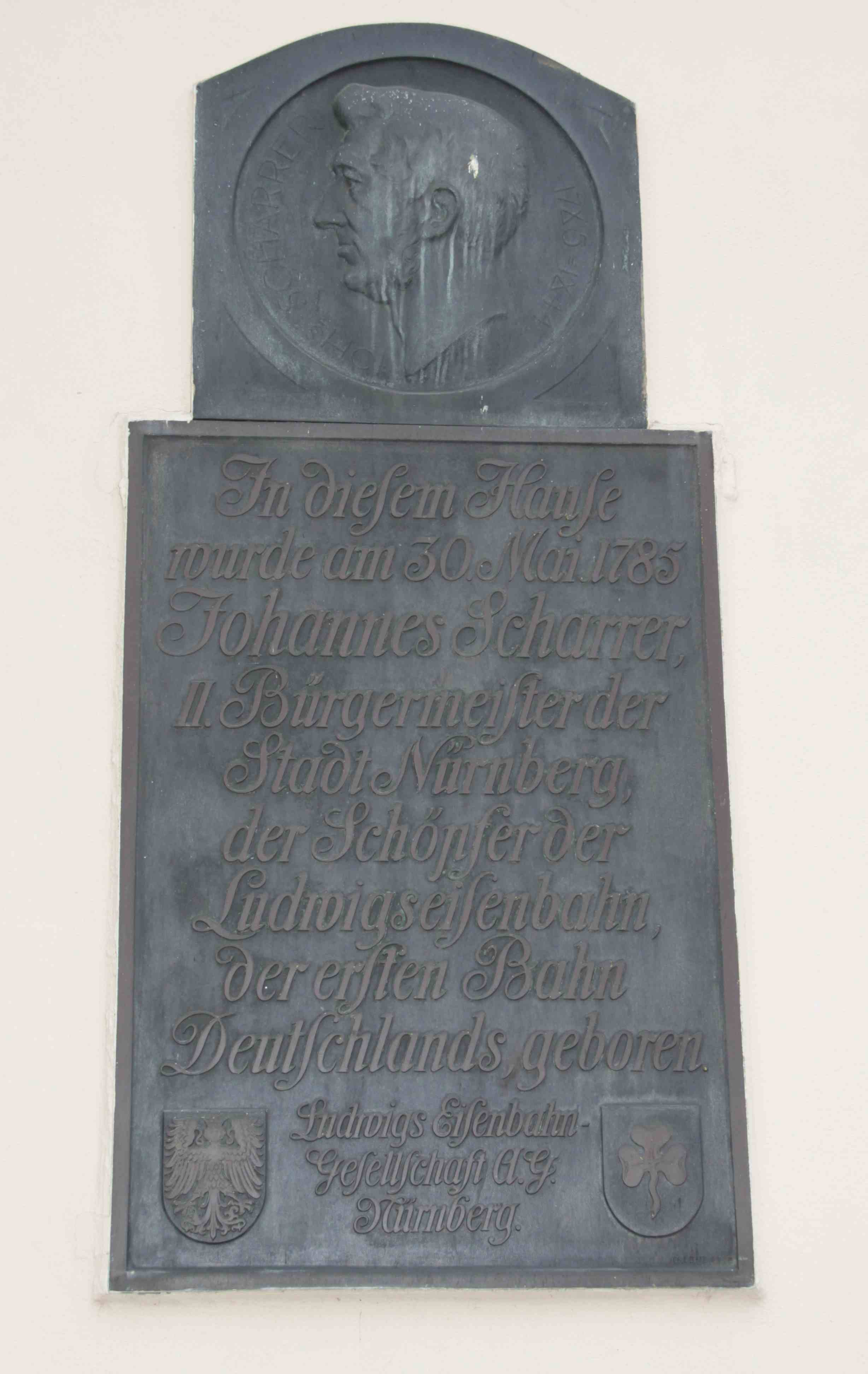
Gedenktafel am Geburtshaus in Hersbruck

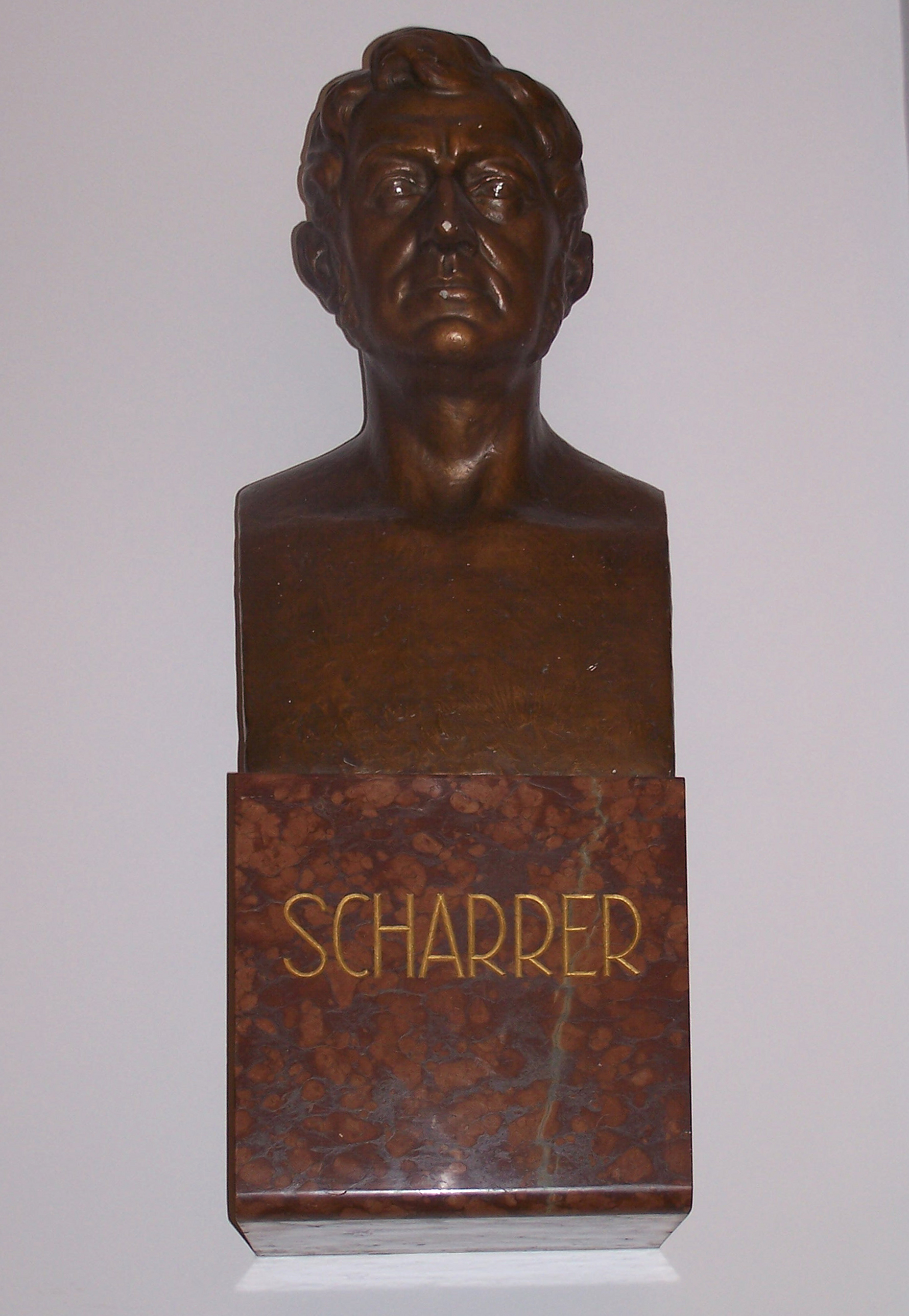
Büste von Johannes Scharrer im Verkehrsmuseum Nürnberg

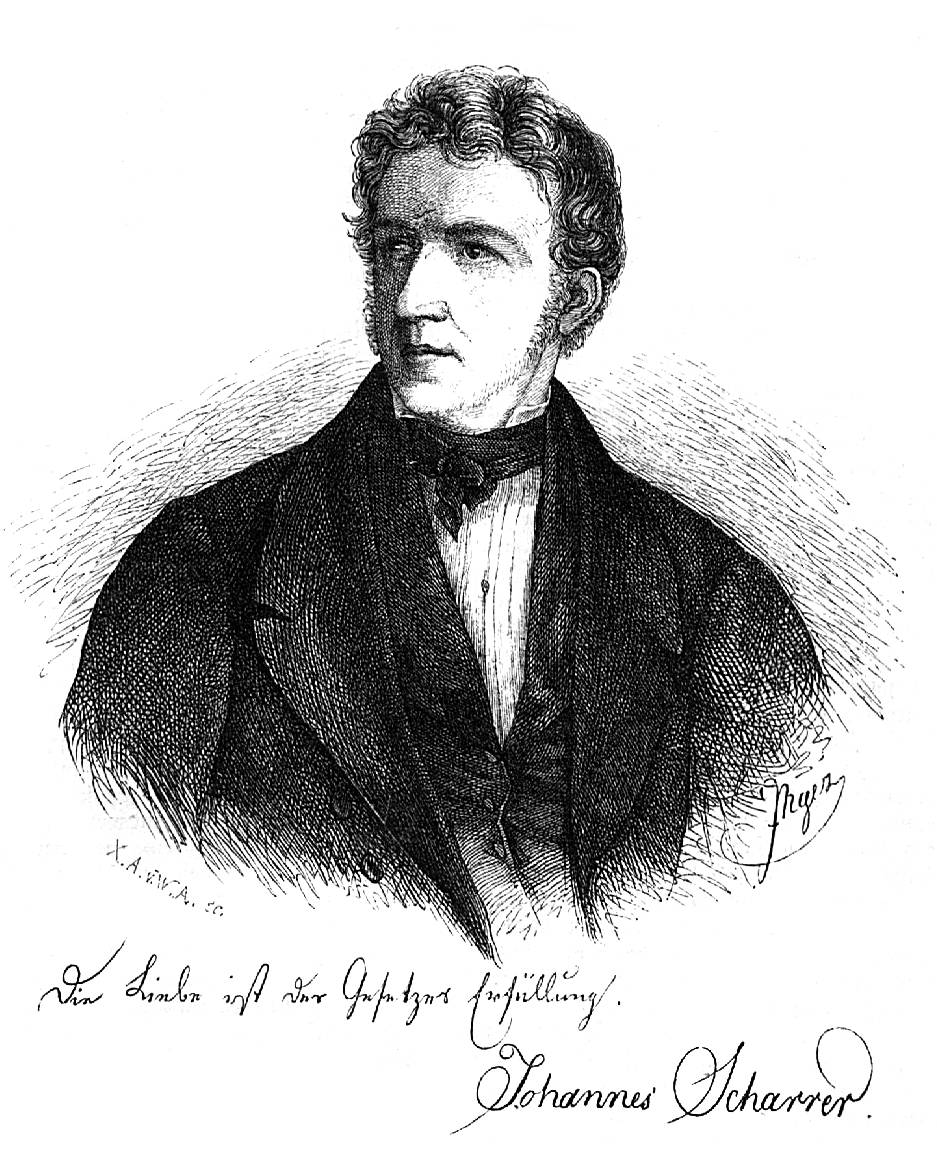
Lithografie, erschienen 1858 in der Zeitschrift Die Gartenlaube mit einem Artikel über sein Wirken

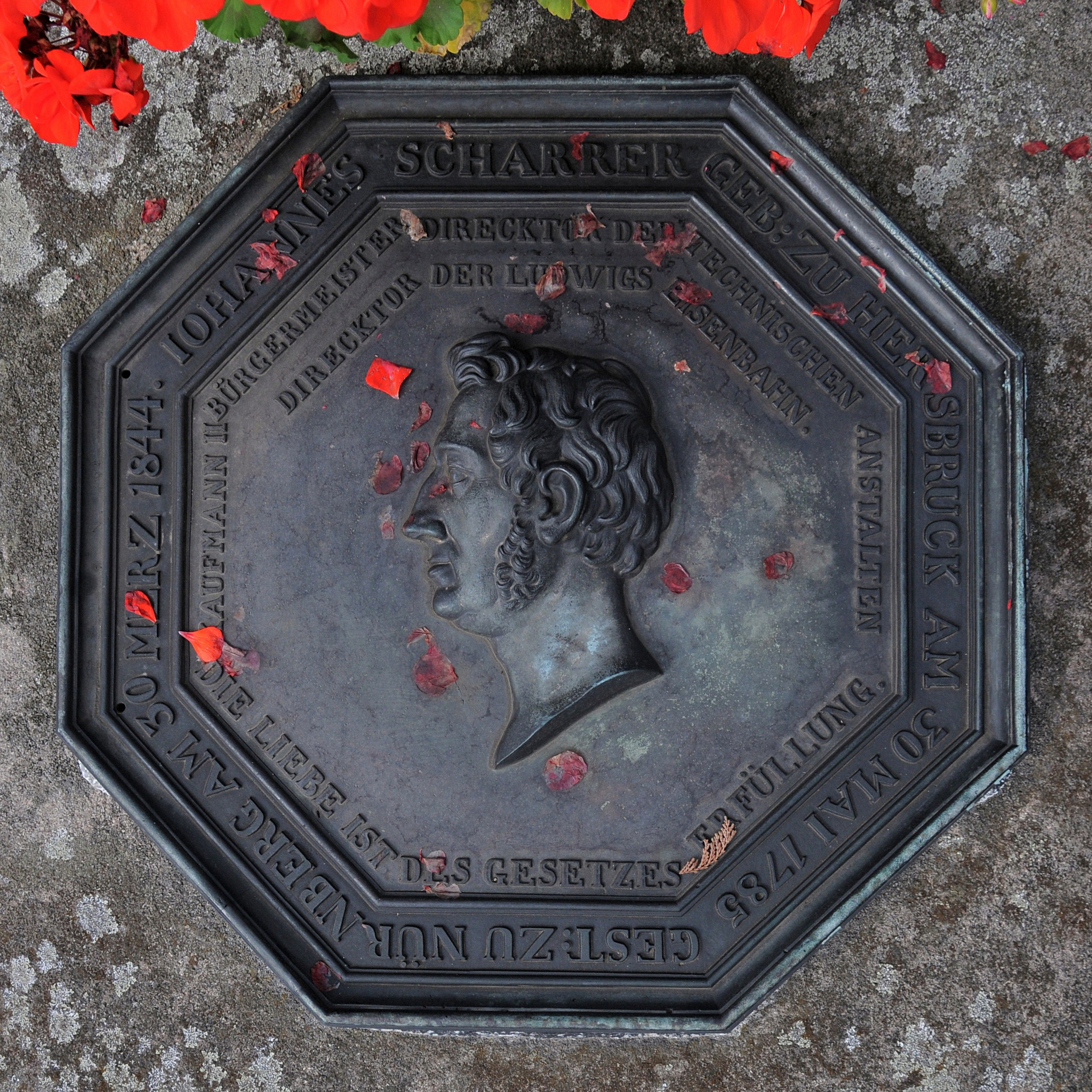
Epitaph auf Scharrers Grab auf dem Nürnberger Johannisfriedhof

Johannes Scharrer (* 30. Mai 1785 in Hersbruck; † 30. März 1844 in Nürnberg) war ein deutscher Kaufmann, Unternehmer und Gründer der städtischen Sparkasse sowie etlicher Bildungsanstalten in Nürnberg.

## Leben
Johannes Scharrer wurde am 30. Mai 1785 in Hersbruck geboren, noch heute ist dort sein Geburtshaus erhalten. Von seiner Jugend ist so viel bekannt, dass er durch „lebhaften Geist, schnelle Auffassungsgabe und großen Wissensdurst“ auffiel. Deshalb ließen ihn seine Eltern eine Lateinschule besuchen, die er hervorragend meisterte. Ungewöhnlich war jedoch, dass Johannes Scharrer kein Studium anstrebte, sondern zu einem Kaufmann in die Lehre wollte. Während seiner Lehre erlernte er die englische, französische, spanische und italienische Sprache und eignete sich eine umfassende Bildung an, die ihm später in seiner kaufmännischen und öffentlichen Tätigkeit eine solide Grundlage bot.
Nach seiner Lehre zog er in die Reichsstadt Nürnberg und gründete mit seinem Schwager das Handelshaus für Hopfen Scharrer & Amberger, was durchaus seiner Herkunft gemäß war. Er war Sohn eines Brauers aus der Hopfenstadt Hersbruck. Mit seinem Unternehmen war Scharrer sehr erfolgreich: Bis nach London und Gent in Flandern wurde der Hopfen verkauft. 1826 zog er sich aus dem Hopfenhandel zurück. Der ebenfalls im Hopfengeschäft tätige Johannes Zeltner wurde 1833 sein Schwiegersohn. Das Hopfenhandelshaus Scharrer & Amberger besteht heute noch unter dem Namen HOPUNION.
In Nürnberg wurde er 1818 bürgerlicher Magistratsrat, 1821 Gemeindebevollmächtigter und 1823 schließlich zweiter Bürgermeister. Auf sein Betreiben hin wurde 1821 die erste Städtische Sparkasse gegründet. Im Schulwesen kam es unter seiner Leitung zur Einrichtung von Volks- und Bürgerschulen. 1823 wurde aufgrund seiner Initiative das Polytechnikum (Vorläufer der heutigen Technischen Hochschule Nürnberg) gegründet. Scharrer ordnete die zerrütteten Finanzen der Stadt und regelte die Verhältnisse der Armenspitäler. Die Gemeindebevollmächtigten setzten sich 1827 wegen seines geschätzten Wirkens bei der Regierung für eine Gehaltserhöhung ein. Als zu selbstständig angesehen, wurde er 1829 nach einer Auseinandersetzung von seinem Bürgermeisteramt entbunden. König Ludwig I. ernannte ihn daraufhin zum Direktor der Polytechnischen Lehranstalt. Er nahm zusammen mit Georg Zacharias Platner 1828 an den Verhandlungen zur Gründung des Süddeutschen Zollvereins teil. 1832 wurde er zum Studium der preußischen Lehranstalten nach Berlin entsandt. 1834 gründete er die Handelsgewerbeschule, das heutige Johannes-Scharrer-Gymnasium.

## Scharrer und die erste Eisenbahn
Am 12. Februar 1833 trat er in den Kreis des vorbereitenden Gremiums für die Ludwigs-Eisenbahn-Gesellschaft ein, der ersten Eisenbahngesellschaft in Deutschland, die eine Dampflokomotive, die Adler, auf ihrer Strecke zwischen Nürnberg und Fürth einsetzte. Dieses Unternehmen war die erste Aktiengesellschaft in Bayern. Er erstellte gemeinsam mit dem Mathematiker Conrad Georg Kuppler den Kostenvoranschlag und regelte organisatorische und technische Fragen. Als stellvertretender Direktor war er für die Betriebsordnung (entspricht der heutigen Eisenbahn-Bau- und Betriebsordnung), die jährlichen Rechenschaftsberichte und die Instruktionen für das Dienstpersonal verantwortlich. Am Ende des ersten Geschäftsjahrs wurde er Nachfolger des am 12. Dezember 1836 zurückgetretenen Platner als Vorsitzender der Eisenbahngesellschaft und leitete das Unternehmen als Direktor bis zu seinem Tod.
Seine anstrengende und pausenlose Arbeit forderte jedoch schließlich ihren Tribut: Am 30. März 1844 starb Johannes Scharrer nach einem Schlaganfall im Beisein seiner Söhne. Er wurde auf dem Johannisfriedhof in Nürnberg bestattet.
Die Ludwigs-Eisenbahn-Gesellschaft setzte ihm nach seinem Tod ein einfaches Denkmal in Form einer Stele mit seiner von Jacob Daniel Burgschmiet in Erz gegossenen Büste am Ludwigsbahnhof am Nürnberger Plärrer. Diese Büste befindet sich heute im Verkehrsmuseum Nürnberg.
1865 wurde eine Lokomotive der Ludwigs-Eisenbahn-Gesellschaft nach ihm benannt.

## Kulturelles
- Am 6. November 1820 wurde Scharrer Mitglied Nr. 362 des Pegnesischen Blumenordens.